# 17768 Tigerlily
17768 Tigerlily este o planetă minoră (asteroid) din centura de asteroizi. A fost descoperită pe 3 martie 1998 la Nihondaira Observatory⁠(d) de Takeshi Urata și a fost numită după Tiger-lily⁠(d). 
Obiectul prezintă o orbită caracterizată de o semiaxă mare de 2,9951771 UAi, o excentricitate de 0,09, o înclinație de 8,85561 ° în raport cu ecliptica.